# Брежон, Бернадетт
Бернаде́тт Брежо́н-Этти́к (фр. Bernadette Brégeon-Hettich; 8 февраля 1964, Люневиль) — французская гребчиха-байдарочница, выступала за сборную Франции в середине 1980-х — начале 1990-х годов. Участница двух летних Олимпийских игр, бронзовая призёрша чемпионата мира, победительница многих регат национального и международного значения.

## Биография
Бернадетт Эттик родилась 8 февраля 1964 года в городе Люневиле департамента Мёрт и Мозель. Активно заниматься греблей начала с раннего детства, проходила подготовку каноэ-клубе коммуны Булонь-Бийанкур.
Первого серьёзного успеха на взрослом международном уровне добилась в 1984 году, когда попала в основной состав французской национальной сборной и благодаря череде удачных выступлений удостоилась права защищать честь страны на летних Олимпийских играх в Лос-Анджелесе. В зачёте двухместных байдарок на дистанции 500 метров сумела дойти до финала, где финишировала шестой, немного не дотянув до призовых позиций.
В 1991 году побывала на домашнем чемпионате мира в Париже, откуда привезла награду бронзового достоинства, выигранную вместе с напарницей Сабине Гёчи в программе двоек на дистанции 5000 метров — в финале их обошли только команды из Германии и Швеции. Позже прошла квалификацию на Олимпийские игры 1992 года в Барселоне — стартовала на пятистах метрах в двойках и четвёрках, однако в обоих случаях дошла лишь до полуфинальных стадий. Вскоре по окончании этих соревнований приняла решение завершить карьеру профессиональной спортсменки, уступив место в сборной молодым французским гребчихам.
Замужем за французским гребцом Бернаром Брежоном, чемпионом мира, серебряным и бронзовым призёром Олимпийских игр 1984 года.